# Большая Мурга
Большая Мурга — деревня в Сокольском районе Вологодской области.
Входит в состав городского поселения город Кадников, с точки зрения административно-территориального деления — в Кадниковский сельсовет.
Расстояние по автодороге до районного центра Сокола — 18 км, до центра муниципального образования Кадникова — 5 км. Ближайшие населённые пункты — Севригино, Малая Мурга, Кобылкино.
По переписи 2002 года население — 47 человек (24 мужчины, 23 женщины). Преобладающая национальность — русские (98 %).